# Língua bugkalot
Bugkalot (ou Ilongot) é uma língua indígena do povo de mesmo nome falada por cerca de 50 mil pessoas em Luzon, Filipinas.

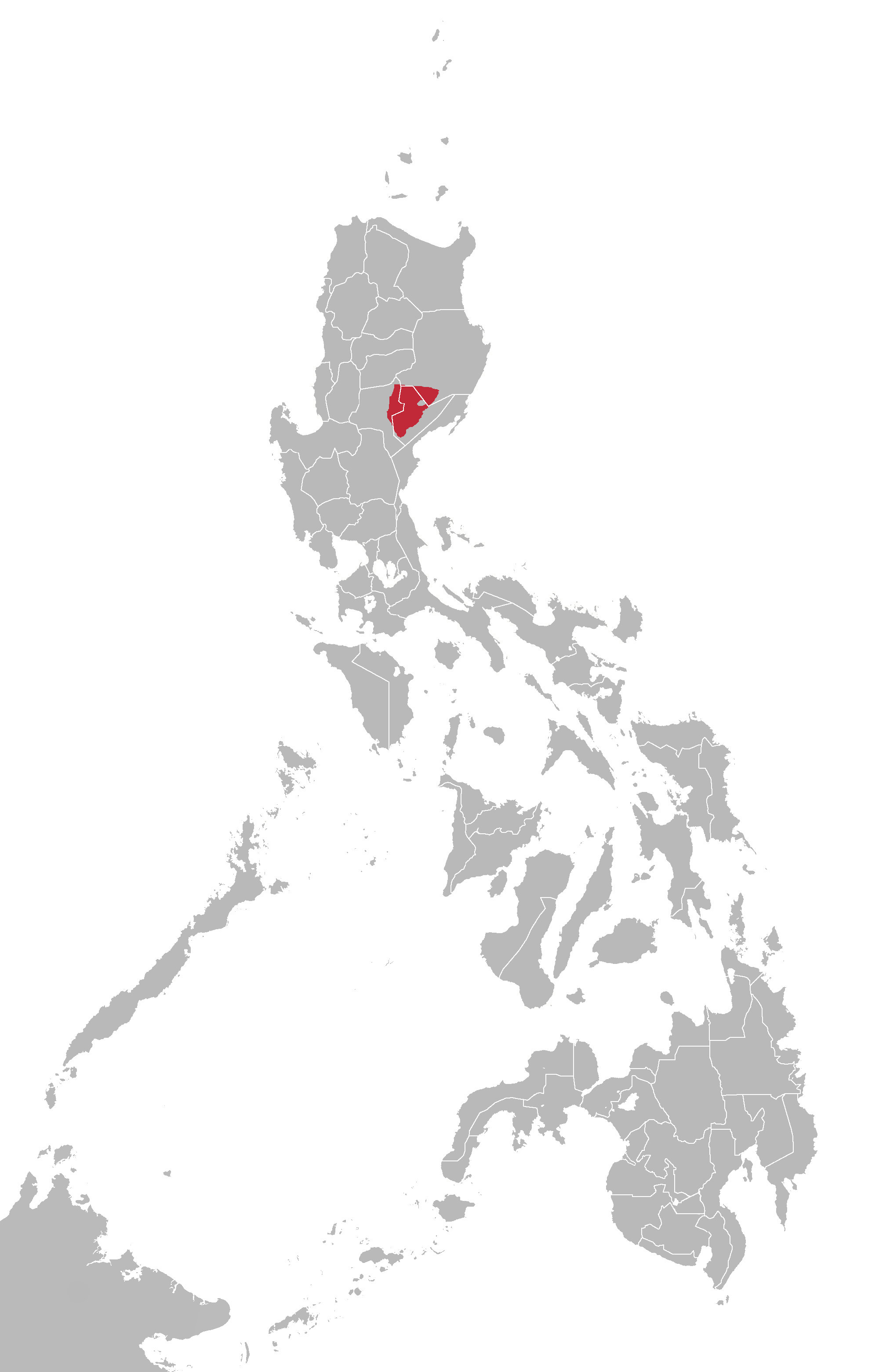
Onde se fala Ilongot

## Distribuição
Ethnologue lista as seguintes províncias em que Ilongot é falado.
- A maior parte da província de Quirino ao norte do rio Cagayan
- Leste de Nueva Vizcaya
- Sul da província de Isabela (parte superior do rio Cagayan

## Outros nomes
Bugkalut, Bukalot, Lingotes

## Dialetos
Ethnologue lista os seguintes dialetos.
- Abaka (Abaca)
- Egongot
- Ibalao (Ibilao)
- Italon
- Iyongut

## Escrita
A língua usa alfabeto latino semas letras  C, F, Q, R, X; usa-se Ng.